# Buzuq

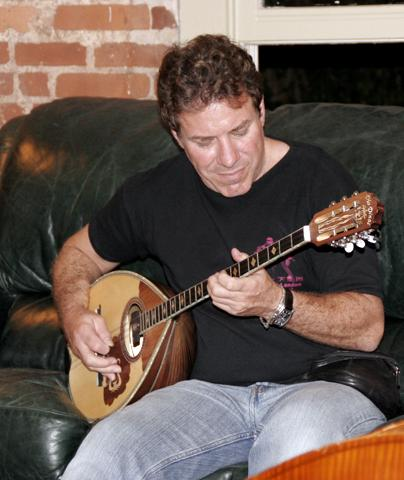
Alte Form einer bouzouki mit rundem Schallloch und drei Doppelsaiten, die ungefähr einer buzuq entspricht. Im Unterschied zu einer buzuq mit mikrotonal angeordneten beweglichen Bünden sind die Bünde der bouzouki chromatischen Tonstufen entsprechend angeordnet und fest montiert.

Buzuq (arabisch بزق, auch bozuq, buzuk, bouzouq, bouzouk, bousoq) ist eine Langhalslaute mit einem birnenförmigen Korpus, die vermutlich in spätosmanischer Zeit entwickelt wurde und in der Unterhaltungsmusik der arabischen Länder in der Levante weit verbreitet und in allen Genres beliebt ist. Ursprünglich ein Volksmusikinstrument ethnischer Minderheiten – wie der Kurden in Nordsyrien, Wandermusikergruppen im Libanon und in Palästina – gehörte die buzuq anfangs nicht zum traditionellen Instrumentarium der klassischen türkischen und der klassischen arabischen Musik. Seit der zweiten Hälfte des 20. Jahrhunderts wird die buzuq hauptsächlich in den Städten Syriens, des Irak und des Libanon solistisch, zur Begleitung arabischer Lieder und in klassischen Orchestern gespielt. Die buzuq ist eng mit der türkischen saz-Familie und der griechischen bouzouki verwandt.

## Herkunft und Verbreitung

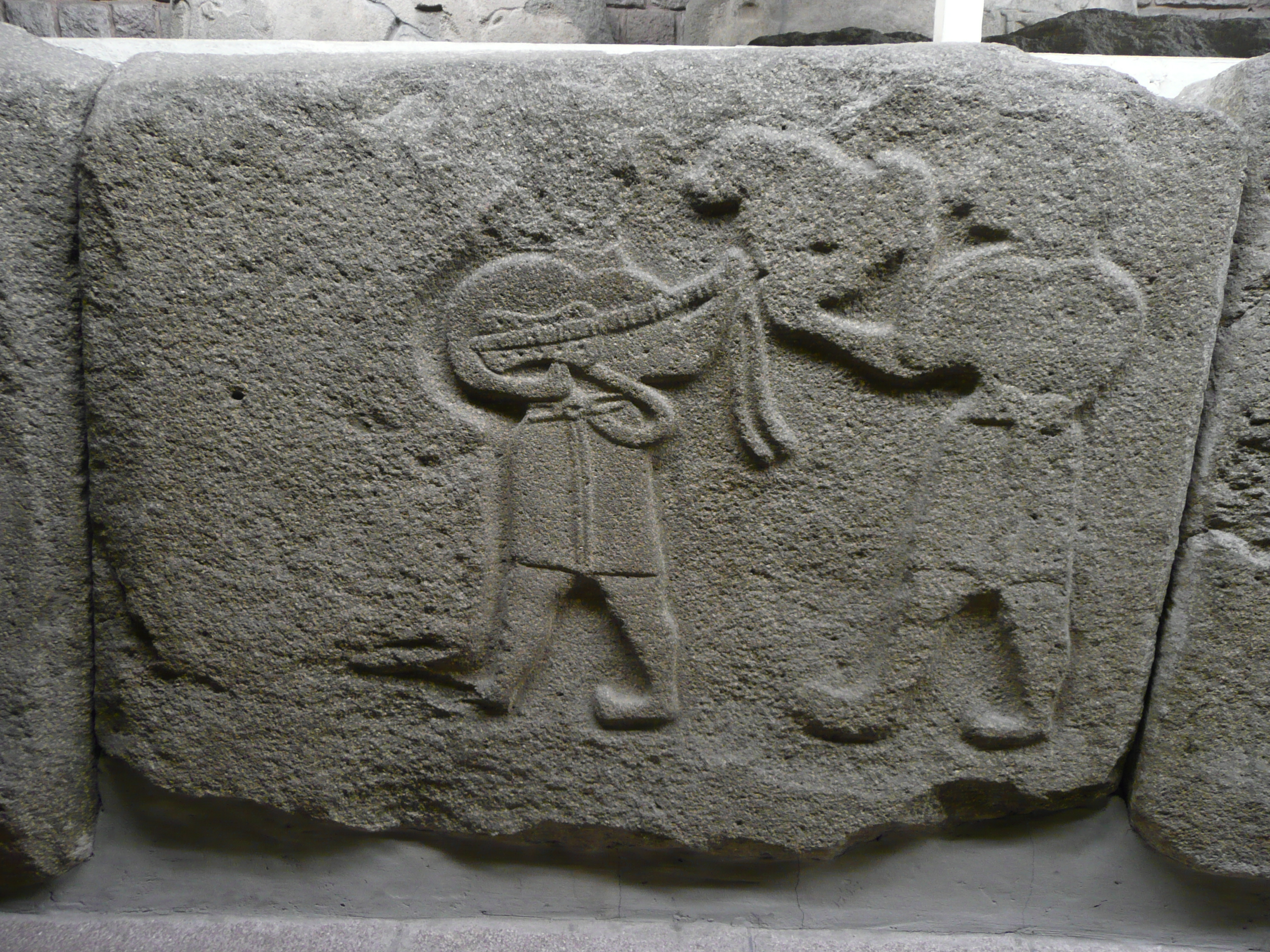
Musiker mit Langhalslaute auf einem hethitischen Relief aus Alaca Höyük, um 1300 v. Chr.

Langhalslauten, deren Hals um ein Mehrfaches länger ist als der Korpus, sind in weiten Gebieten Asiens von Indien über Zentralasien, den Nahen Osten nach Westen bis zum Balkan verbreitet (von der in Unteritalien im 16./17. Jahrhundert vorkommenden Colascione abgesehen). Ihren Ursprung vermutet Norbert Beyer (1996) in Zentralasien. Die Ansicht von Wilhelm Stauder (1970), dass die Langhalslaute wohl aus dem Kaukasus in den altsyrisch-mesopotamischen Raum gelangt sei, wo sie ab dem 2. Jahrtausend v. Chr. mehrfach belegt ist, konnte Subhi Anwar Rashid (erstmals 1970) widerlegen, denn ein Musiker, der eine Langhalslaute in der heute üblichen Spielposition schräg nach der Seite vor dem Körper hält, ist bereits auf einem Rollsiegel der Akkadzeit (um 2350–2170 v. Chr. nach der mittleren Chronologie) abgebildet. Auch ein weiteres Rollsiegel, das in die Regierungszeit von Naram-Sin (reg. 2273–2219 v. Chr.) datiert wird, belegt Langhalslauten in der Akkadzeit in Mesopotamien.
Nachfolgend erscheint die stets mit einem kleinen Korpus dargestellte Langhalslaute (Schalenspießlaute) in der III. Dynastie von Ur (2111–2003) und ab der Hyksos-Zeit (um 1650–1550 v. Chr.) in Ägypten, wo die Laute verbessert wurde und die Decke erstmals Schalllöcher erhielt. Mehrere kleine Schalllöcher sind auch an der Laute auf einem hethitischen Steinrelief aus Alaca Höyük in Anatolien zu erkennen. Die Lautenabbildung gehört zu einer lebendigen Unterhaltungsszene mit Gauklern, Tänzern und Musikern an der Orthostatenmauer neben dem Sphinxtor. Das Relief entstand um 1300 v. Chr., in einer Zeit, als die Hethiter und Ägypter friedliche Handelsbeziehungen unterhielten. In anderer Gestaltung sind solche Bankettszenen auch für sumerische Rollsiegel typisch.
Aus der 18. Dynastie (um 1550 – um 1300 v. Chr.) ist eine zweisaitige Spießlaute mit einem Schildkrötenpanzer als Korpus erhalten und aus dem Alten Ägypten des 16. oder 15. Jahrhunderts v. Chr. stammt eine dreisaitige Laute mit einem langovalen Holzkorpus. Ein den offenbar stets von Frauen gespielten ägyptischen Schalenspießlauten nachgebildetes Instrument in den Händen einer Musikerin ist auf einer 1500–1200 v. Chr. datierten Vasenmalerei aus Kreta zu sehen. Der Typus dieser Spießlauten überlebt in Westafrika etwa als ngoni. Die historischen Langhalslauten von Mesopotamien und Ägypten besaßen einen schlanken Korpus und meist zwei Saiten, die mit der linken Hand über Bünden verkürzt und mit einem Plektrum in der rechten Hand angerissen wurden.
Im antiken Griechenland sind Langhalslauten erst seit dem 4. Jahrhundert v. Chr. und nur von wenigen Abbildungen (auf griechischer Keramik und römischen Sarkophagen) bekannt. Die älteste griechische Lautenabbildung ist die um 320 v. Chr. datierte „Musenbasis von Mantineia“. Eine der sechs auf dem Marmorrelief gezeigten Musen spielt eine Laute mit einem langgestreckten Korpus und einem gerundeten Hals. Wegen seiner drei Saiten wurde dieses Instrument trichordon („Dreisaiter“) genannt. Im 2. Jahrhundert n. Chr. setzte Iulius Pollux trichordon mit dem Namen der griechisch-römischen Laute pandura gleich und fügte hinzu, diese sei von den Assyrern erfunden worden. Der Name pandura, der in Griechenland erstmals im 3. Jahrhundert v. Chr. erwähnt wird, verweist jedenfalls nach Osten. Er leitet sich von der sumerischen Bezeichnung pandur für Langhalslauten ab, die außerdem für die historische europäische Pandora und für heutige Lauten im Kaukasus (panduri und pondur) verwendet wird und mit dem im Orient weit verbreiteten Wortumfeld von Persisch tanbur verwandt ist. Arabisch tunbur bezeichnete in der mittelalterlichen arabischen Musik (Quellen hierzu ab Ende des 9. Jahrhunderts) eine dreisaitige Langhalslaute mit Bünden.
In der byzantinischen Musik gab es ein höfisches Orchester, das überwiegend mit Zupf- und Streichinstrumenten besetzt war. Zu den Zupfinstrumenten gehörten die Lauten pandoura, laouta, vier unterschiedlich große tamboura, deren Form ungefähr der heutigen bouzouki entsprach, und eine dreisaitige phandouros, die auch thamboura genannt wurde. Die wenigen byzantinischen Quellen für die ausschließlich in der weltlichen Musik verwendeten Instrumente stammen im Wesentlichen aus dem 10. und 14. Jahrhundert.

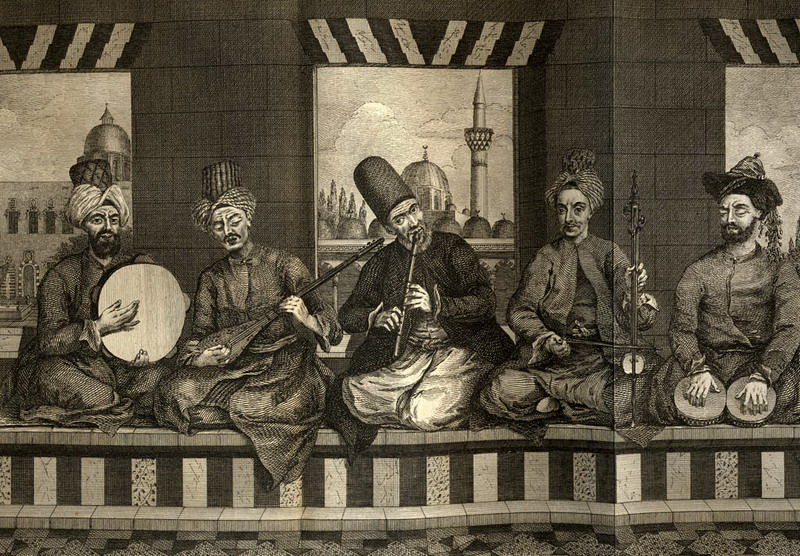
Osmanische Musik in Aleppo, Mitte 18. Jahrhundert. Von links nach rechts: Rahmentrommel daf, Langhalslaute tanbur mit schmalem Holzkorpus, Längsflöte nay, Spießgeige kamangi, Kesseltrommelpaar nakara.

Im 11. Jahrhundert war die Langhalslaute kopuz das beliebteste Begleitinstrument der türkischen Epensänger (ozan) in Zentralasien. Deren Nachfahren in der Türkei (aşık) begleiten sich auf der verwandten bağlama, einer Variante der saz-Lautenfamilie. Zur Wortgruppe saz (von persisch sāz, allgemein „Musikinstrument“) gehören eine Reihe von Langhalslauten unterschiedlicher Größen und Stimmungen. Das Verbreitungsgebiet dieses Langhalslautentyps erstreckt sich über die Türkei (mit unter anderem cura, bağlama und divan sazı) hinaus bis in den Kaukasus (Georgien tschonguri), nach Aserbaidschan (chogur), Nordiran, Nordsyrien und auf den Balkan: Bosnien und Herzegowina (saz, polusaz, šargija) und Albanien (çiftelia, saze).
Die persische Langhalslaute tanbur ist mit unterschiedlichen Langhalslauten von Indien (tanpura, tandura, dambura) bis in die Türkei (tambur, kurdisch tembûr) und auf dem Balkan (tambura) sprachverwandt. Zu einer von persisch tar („Saite“) namentlich abgeleiteten Gruppe von Langhalslauten gehören setar, sitar und dotar (türkisch dutar). Der saz-Familie weitgehend ähnliche Langhalslauten heißen regional je nach sprachlicher Bevorzugung tanbur oder setar, von denen wiederum unterschiedliche Größen existieren. Hierzu gehören auch die bouzouki in Griechenland, die bozuq in Nordmazedonien und die buzuq, die heute hauptsächlich in der städtischen Musik in Syrien, im Irak und im Libanon gespielt wird. Die in den 1920er Jahren in Griechenland mit der Subkultur der aus Kleinasien vertriebenen Griechen eingeführte bouzouki wurde anfangs mit der anrüchigen Rembetiko-Musikszene assoziiert und erlebte – mit einer gewissen Parallele zur buzuq – im Verlauf des 20. Jahrhunderts eine Aufwertung zum beliebtesten Musikinstrument in der städtischen Popularmusik. Die griechische baglamas ist eine kleinere Version der bouzouki mit drei doppelchörigen Metallsaiten und die in Südalbanien vorkommende bakllama besitzt drei Einfachsaiten. Es ist nur begrenzt möglich, die große Gruppe der orientalischen Langhalslauten nach ihren Bezeichnungen und zugleich morphologischen Eigenschaften in einzelne Familien einzuteilen.
Das Wort tanbur kommt erstmals in einem mittelpersischen Text aus der Sassanidenzeit (224–651 n. Chr.) vor. Von dort gelangten Name und Instrumententyp in die arabische, byzantinische, osmanische Musik und im 14./15. Jahrhundert auf den Balkan. Im 17. Jahrhundert war die tanbur nur unter diesem Namen die einzige Langhalslaute in der höfischen osmanischen Musik und blieb dies bis zum Ende des 19. Jahrhunderts. In Form, Stimmung und Spielweise hatte sich die osmanische tanbur von den gleichnamigen und sonstigen persischen Lauten abgesetzt. Seitdem ist saz in seiner engeren Bedeutung im Türkischen der Oberbegriff für Langhalslauten, die in der Volksmusik gespielt werden, während tambur eher für die Kunstmusik reserviert ist.

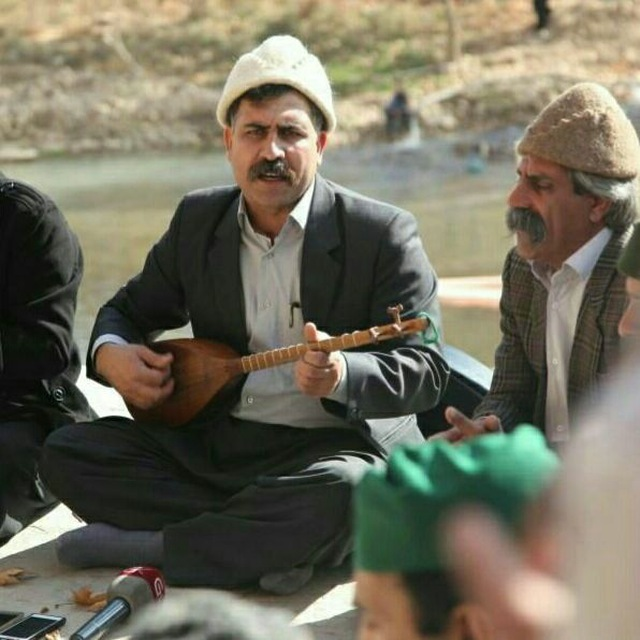
Die kurdische tembûr verkörpert den alten Langhalslautentyp mit einem aus einem Holzblock geschnitzten schlanken Korpus. Bei der Sekte Ahl-e Haqq im Norden Irans gilt die tembûr als heiliges Instrument.

In der arabischen Musik nahm die tunbur seit dem Mittelalter stets die zweite Position nach der Kurzhalslaute ʿūd ein. Im 18. und 19. Jahrhundert gab es in den großen arabischen Städten im Osmanischen Reich mehrere Typen der tunbur. Für Kairo zählt der französische Musikwissenschaftler Guillaume André Villoteau (1759–1839) die zu seiner Zeit gebräuchlichen Namen tanbūr scharqī, tanbūr kabīr turkī (arabisch, „große türkische tanbur“), tanbūr buzurk (persisch, „große, prächtige tanbur“), tanbūr bulghārī („bulgarische tanbur“) und tanbūr baghlama auf. Die wohl in dieser Zeit eingeführte buzuq wurde anfangs überwiegend von Kurden, Turkmenen und anderen nichtarabischen Minderheiten wie den Dom (Domari-Sprecher, arabisch Nawar) in Nordsyrien und im Libanon verwendet. Zum einfachen Instrumentarium der syrischen Nawar gehörte auch die aus einem Blechkanister als Resonanzkörper bestehende Fiedel rebaba. Im Libanon begleiteten die Nawar mit der buzuq manchmal eine „Zigeunertänzerin“, die Fingerzimbeln benutzte.
Das 19. Jahrhundert war für die arabischen Länder eine Zeit der durch zunehmende westliche Einflüsse erzwungenen gesellschaftlichen und kulturellen Reformen. Für die klassische arabische Musik bedeutete dies eine gesteigerte Wertschätzung durch eine neue Schicht von Bildungsbürgern. Ende des 19. Jahrhunderts verschwanden alle arabischen tunbur-Typen und an ihre Stelle trat die buzuq, die nun auch von Arabern gespielt wurde. Seitdem gehört die buzuq im Besonderen zur städtischen Musikkultur von Baghdad, Damaskus und Beirut. Die buzuq ist ferner in Jordanien und Palästina beliebt.
Nach dem Zweiten Weltkrieg entwickelten sich im Zuge der neu entstandenen Nationalstaaten regional differenzierte Musikformen. Wie die buzuq für Syrien und Libanon neben der ʿūd eine musikalisch hervorgehobene Stellung einnahm, so erlangten etwa im Sudan die Leier tanbura, in Marokko die Kastenhalslaute gimbri und in Tunesien die Sackpfeife mezwed eine besondere Popularität innerhalb des jeweiligen nationalen Musikstils. In der zweiten Hälfte des 20. Jahrhunderts wurden zunehmend traditionelle klassische Musikformen wiederaufgegriffen, begünstigt zum einen durch eine Abwehrreaktion gegen westliche Einflüsse und die Dominanz einer kommerziellen ägyptischen Musik. Zum anderen wurden die Musiker durch  Archivaufnahmen inspiriert, die nunmehr auf Tonträgern erhältlich waren. Das im 20. Jahrhundert eingeführte moderne Orchester (firqa) in den arabischen Ländern der Levante wurde zunächst um die Violine und das Akkordeon erweitert sowie um solistische Zwischenspiele von ʿūd, buzuq, der klassischen Längsflöte nay und der Trapezzither kanun.
In Syrien spielen die Kurden im Norden des Landes die buzuq (ebenso tanbur und saz) in der nichtklassischen Musik. Unter tanbur und saz verstehen die Kurden entweder das gleiche Instrument oder unterscheiden Varianten der Langhalslaute. Eine gänzlich andere Langhalslaute mit einem kreisrunden Korpus ist die türkische cümbüş (auch jumbush, cumbush, wie in der ersten Hälfte des 20. Jahrhunderts eine Langhalslaute im Nordirak hieß), die im nordsyrischen Aleppo von Armeniern eingesetzt wird.
Curt Sachs (1913) leitet buzuk als albanisches Wort von (osmanisch-)türkisch buzurk, „groß“ („mächtig, prächtig“) ab und griechisch busukki setzt er mit tanbûr gleich. Ansonsten wird buzuq auf das türkische Wort bozuk  („zerbrochen, kaputt“) zurückgeführt, das im musikalischen Zusammenhang als bozuk düzen, eine „verstimmte, falsch gestimmte düzen“ vorkommt. Bozuk düzen bağlama ist eine bestimmte Stimmung der bağlama und basch(i)-buzuq (mit arabisch baschi, „Kopf, Oberhaupt“) hießen irreguläre Truppen im Osmanischen Reich.

## Bauform

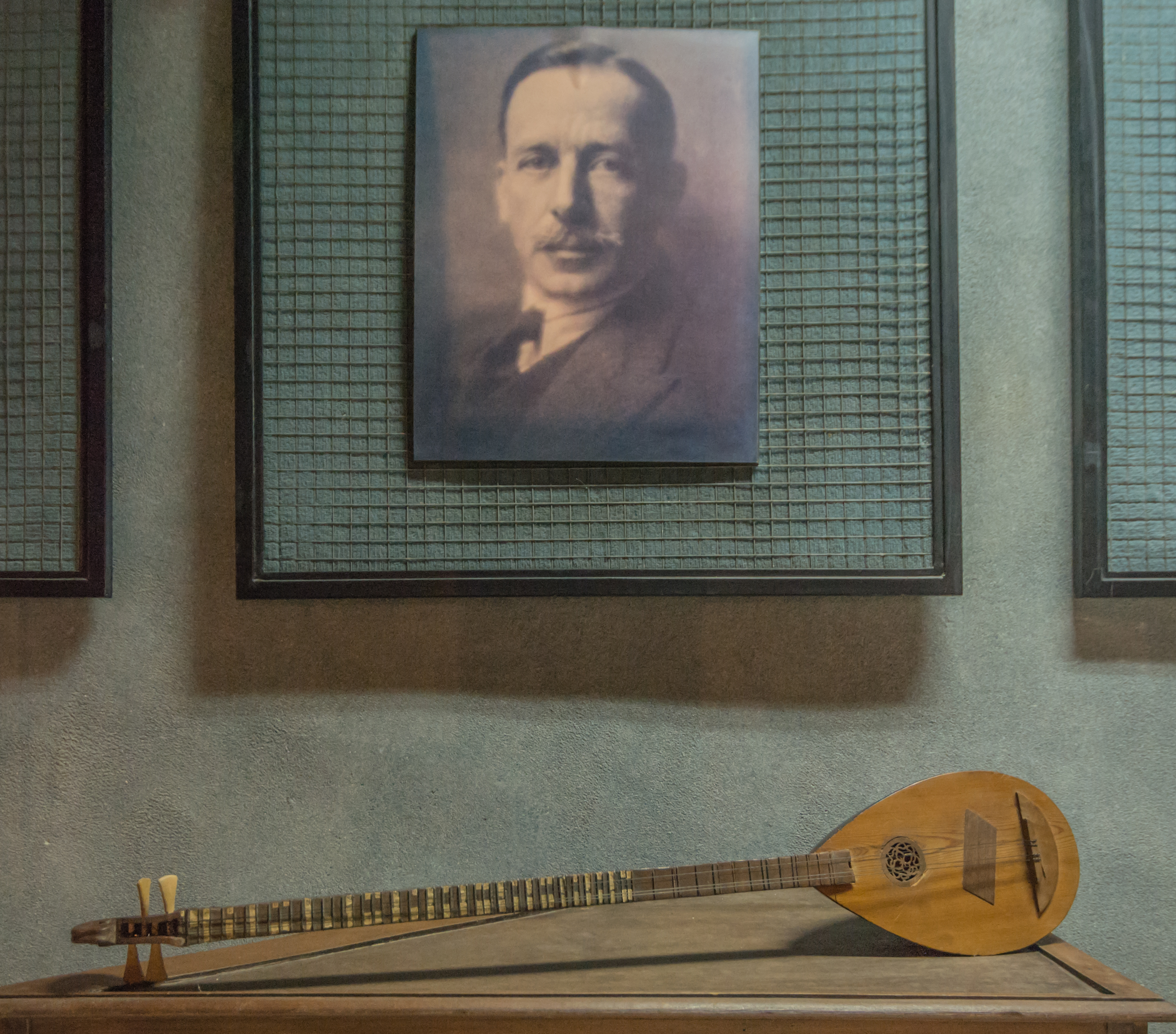
Ältere Bauart der buzuq mit seitenständigen Holzwirbeln aus der Sammlung des Orientalisten Rodolphe d’Erlanger (1872–1932)

Arabisch buzuq und griechisch bouzouki bezeichnete im 19. Jahrhundert dasselbe Instrument, das sich aus der tanbur entwickelt hatte. Es besaß die für Langhalslauten früher üblichen beweglichen Bünde aus Darm und hölzerne Wirbel an einem schmalen Wirbelkasten. Hans Hickmann (1950) beschreibt die syrisch-libanesische buzuq zu seiner Zeit mit vier gemischt seiten- und vorderständigen Wirbeln, die also im rechten Winkel zueinander standen. Ihr Korpus war in den ländlichen Regionen aus einem Holzblock herausgearbeitet oder hatte in der moderneren städtischen Bauart einen rundbauchigen, aus Holzspänen verleimten Boden. Diese Entwicklung des Korpus wurde bereits um das 8. Jahrhundert bei der alten persischen Laute barbat, der Vorläuferin der arabischen ʿūd, vollzogen.
Die heutige buzuq besitzt einen birnenförmigen Korpus aus verleimten Holzspänen und einen angesetzten schmalen Hals mit Griffbrett und meist 24 verschiebbaren Bünden. Diese bestehen aus drei miteinander verschlungenen Nylonfäden, sodass die Wicklung einen für den Zweck ausreichenden Durchmesser von ein bis zwei Millimetern erhält. Damit lässt sich die Laute auf die modalen Tonleitern (maqām bzw. makam) der arabischen und türkischen Kunstmusik stimmen. Die Bünde werden für alle Halbtöne der chromatischen Tonstufen und zusätzlich für einige häufig gebrauchte Vierteltonstufen justiert. Manche Musiker nutzen die in beschränktem Umfang gegebene Möglichkeit, extra Bünde für weitere Vierteltöne anzubringen. In Aleppo bevorzugen Musiker Langhalslauten mit besonders vielen Bünden; sie statten eine saz mit bis zu 29 und eine buzuq mit bis zu 36 Bünden aus.
Die Saiten verlaufen von der Unterseite des Korpus über einen flachen, auf der Holzdecke aufgesetzten Steg zu einer Kopfplatte mit einer Stimmmechanik wie bei einer Gitarre. Früher hatte die buzuq zwei Saitenchöre: Einer bestand aus zwei, der andere aus drei Saiten, gestimmt auf c4 und g3. In der zweiten Hälfte des 20. Jahrhunderts wurde die Saitenzahl erhöht, um den Tonumfang zu vergrößern. Eine moderne buzuq ist mit drei doppelten oder in manchen Fällen dreifachen Chören bespannt, die meist c–g–c1 gestimmt sind. Ferner gibt es buzuq mit vier Chören, aber ohne standardisierte Stimmung. Eine mögliche Stimmung für diese buzuq ist a–d1–g1–c2. Zum Vergleich: Für eine griechische bouzouki mit vier doppelchörigen Saiten ist c,c1–f,f1–a,a–d1,d1 die übliche Stimmung.
Korpusform, Halslänge, Kopfplatte und die Zahl der Bünde entsprechen weitgehend der in Griechenland gespielten bouzouki. Während bei der bouzouki ein ungefähr ovales, häufig dekorativ gestaltetes Schallloch vorhanden ist, hat die buzuq vom ähnlich geformten, aber größeren Korpus der arabischen ʿūd ein kreisrundes Schallloch im oberen Bereich der Decke übernommen. Die Saiten werden mit einem Plektrum aus Tierhorn oder Kunststoff angerissen.
Als ein Ausdruck zunehmender Popularität der buzuq wurden in den 1970er Jahren manche Instrumente nach den Vorbildern von E-Gitarre und elektro saz (oder elektro bağlama) mit elektrischen Tonabnehmern ausgestattet.

## Spielweise

### Von der Straßenmusik zur klassischen Musik
Die buzuq war ursprünglich ein einfaches Volksmusikinstrument und wurde von umherziehenden Unterhaltungsmusikern gespielt, bis sie in der zweiten Hälfte des 20. Jahrhunderts in die populäre Unterhaltungsmusik und weiterhin in klassische Musikformen als ein für den taqsīm (Plural taqāsīm, instrumentale nichtmetrische Soloimprovisation) geeignetes Musikinstrument übernommen wurde.
Der Einbau zusätzlicher Bünde macht es möglich, auch komplizierte Stücke des klassischen Repertoires zu spielen, lediglich bei der Schnelligkeit kann die buzuq an ihre Grenzen gebracht werden. Die für Volkslieder mit geringem Tonumfang und eher einfachen musikalischen Strukturen konzipierte buzuq ist weniger geeignet als Standardmelodieinstrumente der klassischen arabischen Musik wie ʿūd und Violine es sind, um Melodien mit raschen Tonfolgen über mehrere Oktaven wiederzugeben. Dennoch begannen einige bedeutende Komponisten, die buzuq als Soloinstrument für den taqsīm einzusetzen, darunter der gefeierte syrische buzuq-Spieler Muhammad Abdel Karim ('Abd al-Karim, 1911–1989) und der libanesische Sänger und Lautenspieler Muhyiddin Ba’yun (1868–1936). Von Abdel Karim wurden in den 1920ern und Anfang der 1930er Jahre mehrere Schellackplatten bei der um 1907 gegründeten, in Beirut ansässigen Plattenfirma Baidaphon veröffentlicht. In den 1940er und 1950er Jahren, auf dem Höhepunkt seiner Karriere, wurde er als ein außergewöhnlicher Musiker gewürdigt, der zahlreiche musikalische Anspielungen und Raffinessen für die aufmerksamen Zuhörer einführte. Laut  Jean-Claude Chabrier (1978) ist die „mit dem Zigeuner Abdal-Karim aus der Steppe hervorgegangene“ buzuq „zum Symbol der folkloristischen und nationalen Wiedergeburt nach dem französischen und englischen Mandat geworden.“
Die buzuq ist heute ein häufig verwendetes Instrument für taqāsīm in den Ländern der Levante einschließlich der Türkei, Ägypten und dem Irak. Der (ansonsten von der ʿūd, der Trapezzither kanun, der tanbur oder der Flöte nay) gespielte taqsīm hat die Aufgabe, in klarer Form in die modale Tonstruktur des nachfolgenden maqām einzuführen und ist daher ein wesentlicher Teil des Musikstücks.
Den sozialen Wandel der buzuq im Verlauf des 20. Jahrhunderts verkörpert exemplarisch Matar Muhammad (1939–1995), der aus einer Familie von wandernden Nawar-Musikern („Zigeunern“) stammte und als Kind das buzuq-Spiel von seinem Vater und seinem älteren Bruder erlernte. Der libanesische Komponist Romeo Lahoud (* 1931) brachte Matar Muhammad in seinem Ensemble auf die Konzertbühne. Einem großen Publikum wurde er 1965 beim internationalen Kulturfestival von Baalbek bekannt. Die 1972 im Stadttheater von Beirut aufgenommene und 1996 bei Inédit veröffentlichte CD Hommage à un maître du buzuq enthält laut Farraj/Shumays (2019) taqsīm-Improvisationen auf der buzuq, die denen der ʿūd- und Violin-Virtuosen ebenbürtig sind. Matar Muhammad erklärte hierzu, er vermeide es, Aufnahmen anderer Instrumentalisten zu hören, um nicht Gefahr zu laufen, deren Stil zu imitieren.
Ali Jihad Racy (* 1943) ist ein aus dem Libanon stammender, in den Vereinigten Staaten lebender Musikethnologe, der auch als Musiker, vor allem als buzuq- und nay-Spieler hervorgetreten ist. Racy komponierte für das Kronos Quartet und musizierte mit diesem Ensemble und dem Sacramento Philharmonic Orchestra.

### Arabische Lieder und Neuerungen
In der ersten Hälfte des 20. Jahrhunderts übernahmen viele professionelle Musiker die bis dahin von sozial niedrig stehenden Wandermusikern gespielte buzuq in traditionell-arabische Musikstile, zu denen neben den improvisierten instrumentalen taqāsīm seit der Mitte des 20. Jahrhunderts auch die allgemein ughniya (Plural aghani) genannten komponierten „(arabischen) Lieder“ gehören. Für die orchestrale Begleitung der Hauptgesangsstimme werden neben arabischen Instrumenten, darunter ʿūd, nay, Rahmentrommel riq und buzuq, auch westliche Instrumente wie ein Dutzend oder mehr Violinen, einige Celli, ein Kontrabass und manchmal Akkordeon, E-Gitarre, Keyboard und Saxofon eingesetzt. Aghani sind Liebeslieder mit einer Länge von wenigen Minuten bis zu über einer halben Stunde bei Live-Auftritten. In den von großen Orchestern begleiteten Auftritten in der arabischen Welt gefeierter Stars wie den libanesischen Sängerinnen Fairuz (* 1934) und Sabah (1927–2014) sowie dem syrisch-ägyptischen Sänger Farid el Atrache (1915–1974) kam eine buzuq zum Einsatz, die häufig kurze Solos erhielt. In manchen Stücken dieser Sänger aus den 1970er Jahren ist eine elektrisch verstärkte buzuq zu hören.
Eine bekannte Musikerfamilie im Libanon ist die Rahbani-Familie mit den Brüdern Asi Rahbani (1923–1986) und Mansur Rahbani (1925–2009), von denen meist als „den Brüdern Rahbani“ (al-Achawan Rahbani) die Rede ist. Ihr Vater Hanna Rahbani aus dem Dorf Antelias (heute eine nördliche Stadterweiterung von Beirut) war ein Amateurmusiker, der buzuq spielte. Nach einigen anderen Tätigkeiten erhielten die Brüder als Mitglieder eines Kirchenchors eine Gesangsausbildung. Asi Rahbani heiratete 1954 die Sängerin Fairuz. Beide Brüder wurden als Dichter und Komponisten von mehreren hundert Liedern und einigen Gesangstheatern zusammen mit Fairuz in der Musikwelt bekannt. Ziad Rahbani (1956–2025), Sohn von Asi Rahbani und Fairuz, entwickelte als Komponist, Pianist, Sänger und buzuq-Spieler einen eigenen musikalischen Stil, in dem er traditionelle arabische Musik mit westlichen Elementen und vor allem mit Jazz verbindet.
Der 1929 in Jordanien mit einer Palästinenser-Nawar-Abstammung geborene Jamil al-As ist ein Komponist (mulahhin) von Liedmelodien, Sänger und buzuq-Spieler. In jungen Jahren gehörte er zu einer Gruppe von Nawar-Musikern, mit denen er bei Hochzeiten und anderen Feiern in Jerusalem und Umgebung auftrat. Ab 1949 war er Mitglied im Rundfunkchor von Ramallah und 1963 wurde er zum Leiter des Rundfunkorchesters in Amman ernannt. Viele seiner Lieder wurden durch andere Sänger, unter ihnen die libanesische Sängerin Samira Tewfik, in der arabischen Welt verbreitet.
Der 1966 nahe der nordostsyrischen Stadt al-Hasaka in einem jesidischen Dorf geborene Musiker Ibrahim Keivo ist armenischer Herkunft und wuchs mit Kurden, Arabern und Assyrern in einer multiethnischen Umgebung auf. Er singt Volkslieder in mehreren Sprachen der im syrischen Teil der Dschazīra lebenden Ethnien und begleitet sich auf buzuq, bağlama, jumbush, ʿūd und weiteren Saiteninstrumenten.
In Syrien erlebte der ursprünglich ländliche Volkstanz Dabke, der bei Festen im Familien- und Freundeskreis beliebt ist, ab Ende der 1990er Jahre eine Erneuerung in der städtischen Musikszene. Die herkömmlichen Instrumente des vom Mittelmeer bis in den Irak verbreiteten Dabke, darunter die Saiteninstrumente Violine, ʿūd, buzuq und kanun, werden im Tonstudio je nach Belieben mit Samples von Hip-Hop-Beats, der schrill klingenden Kegeloboe mizmar oder als Intro mit einem buzuq-Solo gemischt.